# Curt Söderlund
Curt Joel Söderlund (nascido em 2 de setembro de 1945) é um ex-ciclista sueco que competia em provas de estrada.
Competiu como representante de seu país, Suécia, na prova de estrada individual nos Jogos Olímpicos de Verão de 1968 em Cidade do México, terminando na 51ª posição.